# سنجان‌بیات
سنجان‌بیات (به ترکی آذربایجانی: Sincanboyat) یک منطقهٔ مسکونی در جمهوری آذربایجان است که در شهرستان شابران واقع شده‌است. سنجان‌بیات ۵۸۹ نفر جمعیت دارد.